# 3e législature de la province du Canada
Troisième législature 
 (25 fév. 1848 au 6 nov. 1851)
2e législature de la province du Canada 4e législature de la province du Canada
Montréal (1844-1849), 
Toronto (1850-1851)
La 3e législature de la province du Canada siégea de 1848 à 1851. La première session eut lieu à Montréal au Canada-Est. En 1849, des émeutiers anglophones protestant contre la Loi sur l'indemnisation des personnes qui ont subi des pertes pendant la rébellion de 1837-1838 au Bas-Canada incendièrent l'édifice du Parlement. Les autres sessions eurent lieu à Toronto. La dissolution fut annoncée le 6 novembre 1851.

## Élections
Les élections se déroulent du 6 décembre 1847 au 24 janvier 1848.

## Sessions
- Première: du 25 février au 23 mars 1848[2].
- Deuxième: du 18 janvier au 30 mai 1849.
- Troisième: du 14 mai au 10 août 1850.
- Quatrième: du 20 mai au 30 août 1851.

## Représentants de la couronne
- James Bruce, 8e comte d'Elgin, gouv. (25 fév. 1848 — 6 novembre 1851)

## Président de l'Assemblée
- Augustin-Norbert Morin (25 fév. 1848 — 6 nov. 1851)

## Présidents du Conseil
- Peter McGill (25 fév. 1848 — 11 mar. 1848)
- René-Édouard Caron (11 mar. 1848 — 6 nov. 1851)

## Premiers ministres
- Henry Sherwood du 8 décembre 1847 au 10 mars 1848[2].
- Louis-Hippolyte La Fontaine et Robert Baldwin du 11 mars 1848 au 27 octobre 1851.
- Francis Hincks et Augustin-Norbert Morin du 28 octobre 1851 au 10 septembre 1854.

## Législation
Cette législature est reconnue pour avoir été celle où a été mis en place le premier gouvernement responsable de l'histoire du Canada, peu après le début de la première session.
Durant la session de 1849, un certain nombre de lois importantes furent adoptées, dont:
- la Loi sur l'indemnisation des personnes qui ont subi des pertes pendant la rébellion de 1837-1838 au Bas-Canada, ratifiée le 29 avril;
- la Loi d'amnistie qui accorda le pardon et permit le retour d'exil de plusieurs participants aux rébellions de 1837-38 tels Robert Nelson et William Lyon Mackenzie.

Une loi fut également adoptée en 1850 pour organiser le service postal et créer le poste de ministre des Postes.

## Députés

### Canada-Est
| Comté               | Député                                            | Parti        |
| ------------------- | ------------------------------------------------- | ------------ |
| Beauharnois         | Jacob De Witt                                     | Réformiste   |
| Bellechasse         | Augustin-Norbert Morin                            | Patriote     |
| Berthier            | David Morrison Armstrong                          | Patriote     |
| Chambly             | Pierre Beaubien                                   | Patriote     |
|                     | Louis Lacoste (1849)                              | Réformiste   |
| Champlain           | Louis Guillet                                     | Patriote     |
| Deux-Montagnes      | William Henry Scott                               | Réformiste   |
| Dorchester          | François-Xavier Lemieux                           | Patriote     |
| Drummond            | Robert Nugent Watts                               | Conservateur |
| Gaspé               | Robert Christie                                   | Indépendant  |
| Huntingdon          | Tancrède Sauvageau                                | Patriote     |
| Kamouraska          | Pierre Canac                                      | Patriote     |
|                     | Luc Letellier de St-Just (1851)                   | Libéral      |
| Leinster            | Norbert Dumas                                     | Patriote     |
| L'Islet             | Charles-François Fournier                         | Patriote     |
| Lotbinière          | Joseph Laurin                                     | Patriote     |
| Mégantic            | Dominick Daly                                     | Conservateur |
|                     | Dunbar Ross (1850)                                | Réformiste   |
| Missisquoi          | William Badgley                                   | Conservateur |
| Montmorency         | Joseph-Édouard Cauchon                            | Patriote     |
| Montréal            | Benjamin Holmes                                   | Réformiste   |
| Montréal            | Louis-Hippolyte La Fontaine                       | Réformiste   |
| Comté de Montréal   | André Jobin                                       | Réformiste   |
| Nicolet             | Thomas Fortier                                    | Patriote     |
| Ottawa              | John Egan                                         | Réformiste   |
| Portneuf            | Édouard-Louis-Antoine-Charles Juchereau Duchesnay | Réformiste   |
| Comté de Québec     | Pierre-Joseph-Olivier Chauveau                    | Réformiste   |
| Ville de Québec     | Thomas Cushing Aylwin                             | Patriote     |
|                     | François-Xavier Méthot                            | Patriote     |
|                     | Jean Chabot                                       | Conservateur |
| Richelieu           | Wolfred Nelson                                    | Patriote     |
| Rimouski            | Joseph-Charles Taché                              | Patriote     |
| Rouville            | Pierre Davignon                                   | Patriote     |
| Saguenay            | Marc-Pascal de Sales Laterrière                   | Patriote     |
| Saint-Hyacinthe     | Thomas Boutillier                                 | Patriote     |
| Saint-Maurice       | Louis-Joseph Papineau                             | Patriote     |
| Shefford            | Lewis Thomas Drummond                             | Conservateur |
| Sherbrooke          | Bartholomew Conrad Augustus Gugy                  | Conservateur |
| Comté de Sherbrooke | Samuel Brooks                                     | Conservateur |
|                     | Alexander Tilloch Galt (1849)                     | Indépendant  |
|                     | John Sewell Sanborn (1850)                        | Libéral      |
| Stanstead           | John McConnell                                    | Conservateur |
| Terrebonne          | Louis-Michel Viger                                | Patriote     |
| Trois-Rivières      | Antoine Polette                                   | Réformiste   |
| Vaudreuil           | Jean-Baptiste Mongenais                           | Patriote     |
| Verchères           | James Leslie                                      | Patriote     |
|                     | George-Étienne Cartier (1848)                     | Réformiste   |
| Yamaska             | Michel Fourquin                                   | Réformiste   |

### Canada-Ouest
| Comté               | Député                         | Parti        |
| ------------------- | ------------------------------ | ------------ |
| Brockville          | George Sherwood                | Tory         |
| Bytown              | John Scott                     | Conservateur |
| Carleton            | Edward Malloch                 |              |
| Cornwall            | John Hillyard Cameron          | Conservateur |
| Dundas              | John Pliny Crysler             |              |
| Durham              | James Smith                    |              |
| Essex               | John Prince                    |              |
| Frontenac           | Henry Smith (fils)             | Conservateur |
| Glengarry           | John Sandfield Macdonald       | Réformiste   |
| Grenville           | Reed Burritt                   |              |
| Haldimand           | David Thompson                 |              |
| East Halton         | John Wetenhall                 | Réformiste   |
|                     | Caleb Hopkins (1850)           | Clear Grit   |
| West Halton         | James Webster                  |              |
| Hamilton            | Allan Napier MacNab            | Conservateur |
| Hastings            | Billa Flint                    | Réformiste   |
| Huron               | William Cayley                 | Conservateur |
| Kent                | Malcolm Cameron                | Réformiste   |
| Kingston            | John A. Macdonald              | Conservateur |
| Lanark              | Robert Bell                    | Réformiste   |
| Leeds               | William Buell Richards         | Réformiste   |
| Lennox et Addington | Benjamin Seymour               | Conservateur |
| Lincoln             | William Hamilton Merritt       | Réformiste   |
| London              | John Wilson                    | Conservateur |
| Middlesex           | William Notman                 | Réformiste   |
| Niagara-on-the-Lake | Walter Hamilton Dickson        |              |
| Norfolk             | Henry John Boulton             | Réformiste   |
| Northumberland      | Adam H Meyers                  |              |
| Oxford              | Francis Hincks                 | Réformiste   |
| Peterborough        | James Hall                     |              |
| Prescott            | Thomas H Johnston              |              |
| Prince Edward       | David Barker Stevenson         | Conservateur |
| Russell             | George Byron Lyon-Fellowes     |              |
| Simcoe              | William Benjamin Robinson      | Conservateur |
| Stormont            | Alexander McLean               |              |
| Toronto             | William Henry Boulton          | Conservateur |
| Toronto             | Henry Sherwood                 | Conservateur |
| Waterloo            | James Webster                  |              |
|                     | Adam Johnston Fergusson (1849) | Réformiste   |
| Welland             | Duncan McFarland               |              |
| Wentworth           | Harmannus Smith                |              |
| East York           | William Hume Blake             | Réformiste   |
|                     | Peter Perry (1850)             | Clear Grit   |
| North York          | Robert Baldwin                 | Réformiste   |
| South York          | James Hervey Price             | Réformiste   |
| West York           | Joseph Curran Morrison         | Reformer     |